# آیدین نیکخواه بهرامی
آیدین نیکخواه بهرامی (۱۶ بهمن ۱۳۶۰ – ۷ دی ۱۳۸۶) یکی از اعضای تیم ملی بسکتبال ایران (پستهای ۳ و ۴ با پیراهن شماره ۸) و باشگاه بسکتبال صباباتری (پیراهن شماره ۹) در لیگ برتر بسکتبال ایران بود.
او نقش بزرگی در قهرمانی تیم ملی بسکتبال ایران در رقابت‌های قهرمانی آسیا ۲۰۰۷ و به دست آوردن سهمیه المپیک پکن ۲۰۰۸ داشت. برادر او صمد نیکخواه بهرامی نیز عضو و کاپیتان اسبق  تیم ملی بسکتبال ایران بود.

## درگذشت
جمعه ۷ دی ۱۳۸۶، وی در حالی که به همراه نامزد و یکی از دوستانش عازم منزل پدری خود در نوشهر بود، در یک حادثه رانندگی - در منطقه کمربندی نمک آبرود به نوشهر - در اثر جراحات ناشی از برخورد خودروی شخصی‌اش به گارد ریل کنار جاده درگذشت. در این سانحه نامزد وی نیز درگذشت، ولی فرد دیگری که در خودرو بود تنها دچار مصدومیت شدید شد دلیل اصلی مرگ وی رد شدن گارد ریل از سینهٔ وی و دلیل فوت نامزدش قطع شدن شاهرگ وی توسط گارد ریل بود.

## دریافت پیراهن شماره ۸ یوتا جاز
۳۱ تیر ۱۳۸۷، بین دو نیمه بازی دوستانه تیم ملی بسکتبال ایران و تیم بسکتبال یوتا جاز، رئیس این باشگاه (رندی ریگبی) با اهدای پیراهن شماره ۸ یوتا جاز - که نام آیدین نیکخواه بهرامی روی آن نوشته شده بود - به صمد نیکخواه بهرامی و مادر وی که از بسکتبالیست های پیشین تیم ملی ایران بود تجلیل کرد. پیراهن شماره ۸ یوتا جاز با نام بازیکن افسانه‌ای درون ویلیامز گره خورده‌است.

## یاد‌ گفتارها

### ولادیمیر بوسنیاک
سرمربی اسبق تیم ملی بسکتبال ایران: «تمام ویژگیهای آیدین را به یاد دارم. با این که او در تیم من بازی نکرد و در آخرین اردویی که هدایت تیم ایران را برعهده داشتم به ترکیب پیوست ولی او را می‌شناسم. آیدین بسکتبالیستی بااحساس بود که در میدان مسابقه می‌خواست بهترین باشد. خواست او هیجان بازی را بیشتر می‌کرد. یکی از ویژگیهای این قهرمان این بود که وقتی اشتباه می‌کرد تا زمان جبران عصبانی بود. دقیقاً در همان زمان که کارش را درست انجام می‌داد همانند یک نوجوان می‌خندید و خوشحالی می‌کرد. آیدین بسکتبالیستی باکلاس متفاوت بود. به نظر من بزرگترین بدشانسی او این بود که در آن زمان ایران بسکتبالیستهای زیادی داشت. آیدین زیر سایه صمد بود. البته خوشحالم که بالاخره توانست شانس حضور در تیم ملی را بدست بیاورد و شایستگی خود را اثبات کند. توانست جای خود را ثبت کند و از همان زمان کسی دیگر نتوانست مهارش کند. نمی‌دانم جامعه بسکتبال چگونه از دست دادن این عضوش را تحمل می‌کند؟ آیدین توانایی زیادی در شوت داشت. با انگیزه بود و تلاش می‌کرد. هیچ وقت ناراحت نمی‌شد. توانایی ویژه او در شوتهای سه امتیازی و ریباند بود. آیدین در حمله مهارناشدنی بود و به سرعت در کار دفاعی نیز شرکت می‌کرد. او و صمد در سیستمهای ترومن که در آن زمان در آسیا همتا نداشت هماهنگ بودند. سبک بازی تیم ملی در آن زمان در اوج خود بود و صمد و آیدین در کنار دیگر ستاره‌های تیم ملی می‌درخشیدند. به نظر من در آن زمان بسکتبال ایران در بالاترین سطح خود در بسکتبال مدرن بود. با این که بیرون از ایران هستم ولی از بسکتبال باخبرم. فکر نمی‌کنم دیگر ایران چنین بازیکنی به چشم ببیند که این چنین منحصر به فرد و مؤثر باشد. به نظر من، آیدین به خوبی خودش را نشان داد. به همه ثابت کرد که چه بازیکنی بود. او و هم نسل های او  به یکباره وارد تیم شدند و به اوج رسیدند. آنان با تلاش به جایی رسیدند که همه آرزوی آن را داشتند؛ ولی حالا که آیدین رفته‌است پس از پنج سال همان هم‌نسل‌ها ناراحت هستند. با این که دیگر این بازیکن در کنار خانواده‌ هایش نیست ولی می‌دانیم که به جای بهتری رفته‌است.»
رایکو ترومن
سرمربی اسبق تیم ملی بسکتبال ایران (در زمان او آیدین نیکخواه بهرامی جایش را بین ستاره‌های ایران باز کرده بود. ایران با هدایت ترومن قهرمان آسیا شد و سهمیه المپیک پکن ۲۰۰۸ را گرفت): «خاطرات من در ایران و در تیم ملی بسکتبال همیشه در اعماق قلبم هستند. رقابتهایی که همه کنار هم بودیم و آیدین هم بود. او یکی از ستاره‌های تیم من بود که با درخشش او توانستیم قهرمان آسیا شویم. در کنار او توانستیم رؤیای کسب سهمیه المپیک را به حقیقت برسانیم. ایران توانست راهیه بازیهای المپیک شود. بازیهایی که آرزوی هر ورزشکاری است؛ ولی حیف که آیدین نبود. هم‌اکنون هم می‌گویم که حیف بود که آیدین در کنار ملی‌پوشان من بازی نمی‌کرد. آیدین آن قدر بزرگ بود که می‌توانست در المپیک بدرخشد؛ ولی فرصت تجربه آن را نداشت و از دنیا رفت. با مرگ آیدین خانواده او و کل ایران یکی از بزرگترین اعضای خود را از دست دادند. خانواده نیکخواه بهرامی پسر و برادری را از دست داد، ولی ایران یک مرد و یک ورزشکار بزرگ را از دست داد. من آیدین را دوست داشتم و همیشه احترام خاصی برایش قائل بودم. آیدین به عنوان یک بازیکن و به عنوان یک فرد فوق‌العاده بود و شخصیت بالایی داشت. آیدین در خارج از بسکتبال با قلبی بزرگ زندگی می‌کرد و در میدان مسابقه در پستهای سه و چهار همتا نداشت. او با توانایی هایش به مهره ی بزرگ تبدیل شد که در قهرمانی ایران در آسیا و کسب سهمیه المپیک تأثیر ویژه ای داشت. او در کنار صمد، مهدی کامرانی، حامد آفاق، حامد حدادی و اوشین ساهاکیان از بهترینهای ایران بودند که به المپیک رسیدند. آیدین یکی از بهترین شوتزنهای آسیا بود که می‌توانست نتیجه یک بازی را تغییر دهد. او سبک متفاوتی نسبت به برادرش داشت که دلیل موثرتر بودنش بود. او و صمد رقابتی زیبا در بسکتبال داشتند و از مبارزه این دو ملی‌پوش لذت می‌بردم. معتقدم مبارزه این دو باعث پیشرفتشان شد. یاد و خاطره آیدین همیشه با من است و یاد او را در قلبم حفظ می‌کنم.»
صفا علی کمالیان
مربی آیدین در تیم ملی بسکتبال ایران (مدیرفنی کنونی تیم بسکتبال فولادماهان): «به نظر من، آیدین با وجود سن کمی که داشت دارای شخصیتی مستقل بود. در عین جدیت، جوانی مهربان، مؤدب و بامعرفت بود. من نیز همانند بسیاری از اعضای خانواده بسکتبال بدون هیچ مبالغه ای معتقدم آیدین از جمله بسکتبالیستهای ایرانی بود که قابلیت مطرح‌شدن در میادینی بزرگتر از آسیا را داشت.»
محمدعلی نیکخواه بهرامی
پدر آیدین: «از نظر من او نرفته‌است. آیدین همیشه هست. همیشه فکر می‌کنم به یک مسافرت ورزشی رفته‌است. به همین دلیل، تفاوتی احساس نمی‌کنم. جایش همیشه خالی است ولی احساسش می‌کنم. آیدین حجب و حیای زیادی داشت. حقش نبود که این قدر دیر انتخاب شود. به نظرم از همان سال‌هایی که صمد وارد تیم ملی شد، او هم باید دعوت می‌شد. همیشه نفر سیزدهم بود و خط می‌خورد؛ ولی هیچ وقت ناراحت نبود. به یاد دارم یک دفعه به جای فرد دیگری دعوت شد ولی به مسئولان گفت که فلانی را ببرند.»
فرزانه ابراهیمی فخار
درست شب قبل از مرگش خواب دیدم که با او خداحافظی کردم. هرچند رؤیای زیبایی بود اما تعبیر وحشتناکی داشت طوری که تمام روز من نگران و دلواپس اتفاقی ناگوار بودم.
مادر آیدین: «آیدین اگر می‌دانست آن قدر طرفدار و دوستدار دارد هیچوقت به آن سفر نمی‌رفت… هروقت آیدین یا صمد بازی داشتند با آنان صحبت می‌کردم. همان شب که آن اتفاق برای آیدین افتاد ساعت ۲۰:۳۰ به او زنگ زدم. داخل اتوبوس بود تا با صباباتری از قزوین به تهران بیاید. بردشان را تبریک گفتم. گفت می‌خواهم بروم شمال. گفتم شب نرو خطرناک است. گفت مواظبم، نگران نباش. گفتم نرو. گفت چشم! از همان چشمهای همیشگی. منم گفتم به خدا میسپارمت… همیشه دستش را می‌گذاشت روی سینه‌اش و می‌گفت فرمایش شما متین و موقر. احترام می‌گذاشت ولی کار خودش را می‌کرد… [فردا] خانه مهمان داشتیم. ساعت یک بعدازظهر بود. خیلی‌ها خبر داشتند؛ ولی نمی‌دانستند چگونه به من خبر بدهند. تلویزیون روشن بود، دیدم عکسهای آیدین را پخش می‌کند. همان عکسی که تور سبد سالن بسکتبال ژاپن را در پایان فینال جام ملتهای آسیا می‌چید. زیرنویس هم داشت؛ ولی صدای تلویزیون بسته بود. تندتند هم زیرنویس رد می‌شد؛ ولی چون چشمهایم ضعیف است و باید برای دیدن دور و نزدیک عینک بزنم نمی‌توانستم نوشته‌ها را بخوانم. صبح هم مصاحبه‌ای از صمد پخش کرده بودند. فکر کردم حالا هم نوبت پخش مصاحبه آیدین است. همان لحظه تلفن زنگ زد و من ناخودآگاه گفتم آیدین تصادف کرد؟!»
صمد نیکخواه بهرامیبرادر آیدین: «خیلی دلم برایش تنگ شده‌است شب اون اتفاق هم‌ خانه نیامد اون شب بهش زنگ زدم تا بپرسم کجاست گفت نزدیک ویلاام فردا صبح دوستش زنگ زد گفت بیا ما تصادف کردیم گفتم چرا خود آیدین زنگ نزد و از آنجا فهمیدم که چه بلایی سرشان آمده.»